# Mehmed I Giray
Mehmed I Giray, född 1465, död 1523, var Krimkhanatets khan 1515–1523. 